# Doris Belack
Doris Belack (New York, 26 febbraio 1926 – New York, 4 ottobre 2011) è stata un'attrice e doppiatrice statunitense.

## Filmografia parziale

### Cinema
- Looking Up, regia di Linda Yellen (1977)
- The Black Marble, regia di Harold Becker (1980)
- Hanky Panky - Fuga per due (Hanky Panky), regia di Sidney Poitier (1982)
- Tootsie, regia di Sydney Pollack (1982)
- Dance - Voglia di successo (Fast Forward), regia di Sidney Poitier (1985)
- Miracolo sull'8ª strada (Batteries Not Included), regia di Matthew Robbins (1987)
- The Luckiest Man in the World, regia di Frank D. Gilroy (1989)
- She-Devil - Lei, il diavolo (She-Devil), regia di Susan Seidelman (1989)
- La fortuna bussa alla porta... il problema è farla entrare (Opportunity Knocks), regia di Donald Petrie (1990)
- Tutte le manie di Bob (What About Bob?), regia di Frank Oz (1991)
- Una pallottola spuntata 33⅓ - L'insulto finale (Naked Gun 33⅓: The Final Insult), regia di Peter Segal (1994)
- Cercasi tribù disperatamente (Krippendorf's Tribe), regia di Todd Holland (1998)
- La strana coppia 2 (The Odd Couple II), regia di Howard Deutch (1998)
- Prime, regia di Ben Younger (2005)
- Delirious - Tutto è possibile (Delirious), regia di Tom DiCillo (2006)
- Arranged, regia di Diane Crespo e Stefan C. Schaefer (2007)

### Televisione
- The Patty Duke Show (1964-1965) - 2 episodi
- Una vita da vivere (One Life to Live) (1968-1977) - 62 episodi
- L'ultimo inquilino (The Last Tenant) (1978) - film TV
- Noi ci difenderemo (We're Fighting Back) (1981) - film TV
- Ai confini della notte (The Edge of Night) (1966-1982) - 21 episodi
- Baker's Dozen (1982) - 6 episodi
- The Cradle Will Fall (1983) - film TV
- Il caso Hearts & Davies (The Hearst and Davies Affair) (1985) - film TV
- Mai dire sì (Remington Steele) (1984-1985) - 2 episodi
- L'ostaggio (Hostage) (1988) - film TV
- Splash 2 (Splash, Too) (1988) - film TV
- Tra la vita e la morte (Absolute Strangers) (1991) - film TV
- Laurie Hill (1992) - 10 episodi
- Family Album (1993) - 6 episodi
- Sentieri (Guiding Light) (1997) - 3 episodi
- A prova di errore (Fail Safe) (2000) - film TV
- Law & Order: Unità Speciale (Law & Order: Special Victims Unit) (2000-2001) - 3 episodi
- Law & Order - I due volti della giustizia (Law & Order) (1990-2001) - 10 episodi

## Doppiaggio
- Doug - serie TV, 52 episodi (1991-1994)
- Doug - Il film (Doug's 1st Movie), regia di Maurice Joyce (1999)
- Brand Spanking New! Doug (1996-1999) - serie TV, 65 episodi
- True Crime: New York City (2005) - videogioco
- Grand Theft Auto IV (2008) - videogioco

## Vita privata
Dal 1946 al maggio 2011 è stata sposata con il produttore teatrale Philip Rose. Il marito è morto pochi mesi prima di lei; i due non avevano figli.